# ماريجن فان دن بيرغ
ماريجن فان دن بيرغ (بالهولندية: Marijn van den Berg)‏ (و. 1999  م) هو دراج هولندي، ولد في De Meern ‏.

## التصنيف
| السنة     | 2018 | 2019 | 2020 | 2021 | 2022 | 2023 | 2024 |
| --------- | ---- | ---- | ---- | ---- | ---- | ---- | ---- |
| عالمي     | 1283 | 877  | 1566 | 202  | 292  | 110  | 107  |
| أوروبا    | 794  | 638  | 1166 | 173  | 234  | 89   | 87   |
|           |      |      |      |      |      |      |      |
| مصدر: UCI |      |      |      |      |      |      |      |

## سجل الفوز

### سباقات أو مراحل فاز بها
| التاريخ        | السباق                                                                 | المركز                                                                    |
| -------------- | ---------------------------------------------------------------------- | ------------------------------------------------------------------------- |
| 05 مايو 2019   | 2019 Carpathian Couriers Race                                          | الأول في التصنيف العام، الأول في تصنيف أفضل شاب، الأول في تصنيف النقاط    |
| 18 أغسطس 2019  | جولة ركوب الدراجات التشيكية 2019                                       | العاشر في التصنيف العام، الثاني في تصنيف أفضل شاب، الثالث في تصنيف النقاط |
| 28 مارس 2021   | جي بي أدريا موبيل 2021                                                 | الأول في التصنيف العام                                                    |
| 30 مايو 2021   | 2021 Orlen Nations Grand Prix                                          | الأول في التصنيف العام                                                    |
| 16 يونيو 2021  | 2021 The Netherlands National Road Cycling Championships - Men U23 ITT |                                                                           |
| 22 أغسطس 2021  | تور دي أفينير 2021                                                     |                                                                           |
| 10 أكتوبر 2021 | باريس-تورس إسبويرس 2021                                                |                                                                           |
| 13 فبراير 2022 | طواف ألميريا 2022                                                      | السابع في التصنيف العام                                                   |
| 21 أغسطس 2022  | أوروآيز الكلاسيكي 2022                                                 | المرتبة 20 في التصنيف العام                                               |
| 14 سبتمبر 2022 | جي بي دي والوني 2022                                                   | السابع في التصنيف العام                                                   |
| 03 أكتوبر 2022 | كوبا بيرنوشي 2022                                                      | العاشر في التصنيف العام                                                   |
| 26 يناير 2023  | تروفيو لاس ساليناس ألكوديا 2023                                        | الأول في التصنيف العام                                                    |
| 07 أبريل 2023  | 2023 Région Pays de la Loire Tour                                      | الأول في تصنيف النقاط، الثامن في التصنيف العام                            |
| 05 أبريل 2024  | 2024 Région Pays de la Loire Tour                                      | الأول في التصنيف العام، الأول في تصنيف النقاط                             |
| 30 يناير 2025  | 2025 Trofeo Ses Salines                                                |                                                                           |
| 16 فبراير 2025 | 2025 Tour de la Provence                                               | المركز الثالث                                                             |